# De jaloerse vrouw
De jaloerse vrouw is een sprookje uit Nederland.

## Het verhaal
Een man heeft twee vrouwen, nu mag dat niet meer. De eerste heeft geen kinderen, maar met de tweede heeft hij een zoon waar hij veel van houdt. Als de jongen tien is, gaat de vader op reis. Hij laat zijn eerste vrouw beloven goed voor de jongen en de tweede vrouw te zorgen. Als de man weg is slaat de vrouw een boek met toverkunsten open en lokt de jongen naar een groot bos. Ze verandert hem in een kalf en brengt het naar de slachter. Ook de moeder wordt naar het bos gebracht en in een koe verandert, ook zij komt bij de slachter. Als de man terugkomt, vertelt de vrouw dat de moeder is overleden en de zoon vertrokken is. De man is bijna jarig en de vrouw zegt dat de zoon dan wel op bezoek zal komen. De man gaat naar de slachter en koopt de koe, hij wil dat het bij hem thuis geslacht wordt.
De koe begint te huilen en de man spaart het dier, maar zijn vrouw praat op hem in. Hij geeft het terug aan de slachter die het werk afmaakt. Het vlees wordt onder de armen uitgedeeld en het kalf wordt gehaald. De man kan zijn zoon niet aankijken en de vrouw begint weer op haar man in te praten. Het kalf wordt echter weggegeven, de man hoeft geen vlees meer. De volgende ochtend komt de slachter langs. Zijn dochter kent toverkunst en zegt dat het kalf de zoon van de man is. De man gaat naar het kalf en de dochter wil met de zoon trouwen, als hij weer mens is. Ze wil ook de tweede vrouw straffen, maar mag haar niet doden van de man. Ze neemt een bakje water en spreekt woorden, waarna het kalf in een jongen verandert. Het slechte wijf wordt in een hinde verandert door het meisje.